# Gabet
Gabet är en ort i Spanien.   Den ligger i provinsen Província de Lleida och regionen Katalonien, i den nordöstra delen av landet, 400 km öster om huvudstaden Madrid. Gabet ligger 425 meter över havet och antalet invånare är 316.
Terrängen runt Gabet är huvudsakligen kuperad. Gabet ligger nere i en dal. Runt Gabet är det mycket glesbefolkat, med 3 invånare per kvadratkilometer. Närmaste större samhälle är Tremp, 5,3 km norr om Gabet. Trakten runt Gabet består till största delen av jordbruksmark.